# Нарышкин, Александр Иванович
Александр Иванович Нарышкин (1735— 29 ноября 1782) — российский государственный деятель, тайный советник, камергер.

## Биография
Происходил из младшей ветви Нарышкиных, сын комнатного стольника Ивана Ивановича Нарышкина (1668—1735) и жены его Анастасии Александровны Милославской (1700—1773). 
В тринадцатилетнем возрасте он был назначен пажом, а в 1751 году был произведён в камер-пажи. 30 мая 1755 года Александр Иванович Нарышкин был выпущен поручиком в конную гвардию, в 1758 году пожалован в камер-юнкеры и вскоре после этого получил камергерство и был назначен состоять при российском императоре Петре ІІІ. В царствование Екатерины ІІ его деятельность при дворе была отмечена орденом Святой Анны.
Умер от горячки 29 ноября (10 декабря) 1782 года в Санкт-Петербурге в чине тайного советника, погребён на старом Лазаревском кладбище.

## Семья

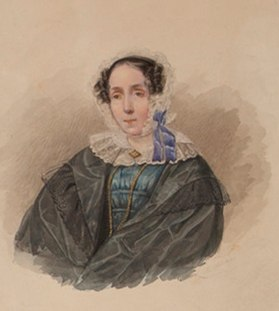
Татьяна Алексеевна Гурко

Жена (с 15 мая 1759 года) — княжна Анна Никитична Трубецкая (09.10.1737— ?), дочь фельдмаршала Никиты Юрьевича Трубецкого от второго брака с Херасковой. Свадьба эта была торжественно справлена во дворце, в присутствии самой императрицы. Их дети:
- Анастасия (31.01.1760—11.11.1847), замужем за генерал-майором бароном Алексеем Григорьевичем Корфом, их дочь Татьяна была женой генерала В. И. Гурко.
- Иван (19.03.1761—18.01.1841), действительный тайный советник, сенатор.
- Александр (02.10.1764[3]—04.01.1796[4]), крещен в Исаакиевском соборе при восприемстве графа П. Б. Шереметева и статс-дамы А. Л. Трубецкой, бригадир. Женат (с ноября 1786 года) на княжне Варваре Ивановне Белосельской (1768—26.03.1825[5]), по поводу их свадьбы Г. Державин писал: «Нарышкин женился на княжне Белосельской; он партию сделал очень хорошую: она девушка, прелюбезная и неубога; только так они оба молоды, что кажется им обоим можно еще в куклы играть»[6]. Умер от горячки.
- Елена (26.05.1768[7]— ?), крестница князя С. И. Вяземского и сестры Анастасии.
- Елизавета (10.01.1771[8]—27.07.1773[9]), крещена 17 января 1771 года в Исаакиевском соборе при восприемстве князя А. А. Вяземского и Е. В. Херасковой, умерла от колотья.
- Пётр (22.06.1773[9]— до 1847), крещен 25 июня 1773 года в Исаакиевском соборе при восприемстве сестры Анастасии; премьер-майор. Женат на сестре известных генералов, Екатерине Степановне Андреевской (1770/1771—1853), их внук князь Леонид Урусов, известен своими дружескими отношениями со Львом Толстым.
- Мария (1776—29.12.1778[10]), умерла от колотья.